# كولن باتريك
كولن باتريك (بالإنجليزية: Colin Patrick)‏ (و. 1893 – 1942 م) هو سياسي، من المملكة المتحدة، كان عضوًا في حزب المحافظين، توفي عن عمر يناهز 49 عاماً.

## مناصب
تولى منصب عضو البرلمان في المملكة المتحدة.